# François Ryckhals
François Ryckhals (Middelburg, 3 mei 1609 (gedoopt) – Middelburg, 29 juli 1647 (begraven)) was een Nederlandse schilder en tekenaar in de gouden eeuw.

## Biografie
Hij was waarschijnlijk een leerling bij Pieter de Bloot, en werkte aanvankelijk in Middelburg, daarna in Dordrecht vanaf 1633-1634 en uiteindelijk weer in Middelburg vanaf 1638. In 1640 werkte hij aan een schilderij van David Teniers de jongere uit Antwerpen. In 1642 trouwde hij met de burgemeestersdochter van Middelburg en ging in zijn ouderlijk huis wonen.

## Werk
Hij maakte verscheidene soorten schilderijen, waaronder landschappen, vooral Italiaanse, Bijbelse figuren, stillevens met bloemen, fruit, vis en het mariene milieu in de achtergrond en jachtscènes. Maar hij werd vooral bekend voor kleine genretaferelen van het boerenmilieu, stilleven van groenten en fruit en schepen van goud en zilver. Een deel van zijn stillevens werden toegeschreven aan Frans Hals II, als gevolg van de onjuiste interpretatie van zijn gecompliceerde monogram.
Tijdens de Tweede Wereldoorlog werden sommige werken van deze schilder die bewaard werden in Berlijn, Sint Petersburg en Boedapest vernietigd.
Zijn leerlingen waren Laurens Bernards en mogelijk Willem Kalf.